# Переулок Ушинского (Одесса)
Переулок Ушинского — улица в Одессе, в исторической части города, от Торговой улицы.

## История
Назван в честь выдающегося педагога Константина Ушинского, скончавшегося проездом в Одессе 22 декабря 1870 (3 января 1871) года, дом сохранился — переулок Чайковского, 12 (мемориальная доска).

## В кинематографе
В переулке снят ряд эпизодов 12-серийной криминальной ретро-драмы «Чёрные кошки»